# Кен Брюс
Кеннет Робертсон Брюс (нар. 2 лютого 1951 року) — шотландський телеведучий, найбільш відомий тим, що вів тривале ранкове шоу на BBC Radio 2 з 1986 по 1990 рік, а потім знову з 1992 року. Він покине BBC Radio 2 у березні 2023 року після понад 40 років і приєднається до Greatest Hits Radio з ранковим шоу в квітні.

## Раннє життя та кар'єра
Брюс народився і виріс у Глазго. Він відвідував середню школу для хлопчиків Хатчесона в Глазго, перш ніж вчитися на дипломованого бухгалтера. Першою роботою Брюса було миття машин. Він розпочав свою кар'єру телеведучого в службі лікарняного мовлення в Глазго.
Брюс став штатним диктором BBC Radio 4 Scotland. Після запуску BBC Radio Scotland у листопаді 1978 року він став одним із перших ведучих Nightbeat разом з Ієном Пердоном. Згодом до презентацій долучився Чарльз Нове. Він також вів суботнє ранкове шоу.
У 1980 році він взяв участь у ранковому ефірі, а потім, у 1983 році, він представив щоденне розважальне шоу вдень. Наприкінці 1980-х він вів своє ранкове шоу на Всесвітній службі BBC.

## BBC Radio 2

### Історія
Перші трансляції Брюса були з Шотландії, коли він взяв на себе ведення Radio 2 Ballroom із Шотландії після смерті диктора/ведучого програм шотландської танцювальної музики Девіда Фіндлі. Він регулярно вів програми Radio 2 Ballroom з листопада 1980 по 1982 рік. Він став дублером на Радіо 2, головним чином кавер-версією Рея Мура на Early шоу. Брюс також виступав для Radio Scotland з Лондона. Брюс став постійним ведучим Radio 2 у січні 1984 року, коли він взяв на себе обов'язки ведучого суботнього вечірнього шоу на додаток до свого постійного шоу на Радіо Шотландії.
У січні 1985 року Брюс залишив Radio Scotland та зайняв пост Террі Воґана на The Radio 2 Breakfast Show, а у квітні 1986 року його замінив Дерек Джеймсон. Потім він почав свою першу участь у ранковому шоу, яке тривало до кінця березня 1990 року, коли він взяв на себе пізнє шоу до кінця того ж року. Потім він був ведучим раннього шоу протягом 1991 року, а 6 січня 1992 року він повернувся до ранкового ефіру, де він залишається й досі. З 14 січня 2019 року шоу Брюса слідує за Зої Болл о 9:30, а потім Джеремі Вайн о 12:00.
17 січня 2023 року Брюс оголосив, що покине BBC Radio 2 у березні того ж року, щоб шукати інші можливості за межами BBC, зокрема вести нове ранкове шоу на Greatest Hits Radio.

### Формат і особливості програми
Шоу Брюса робить акцент на музиці, включаючи регулярні живі виступи. Конкурси зазвичай музичні, з піснями про кохання та присвятами о 10:15 ранку. Серед інших регулярних функцій — «Запис тижня» та «Альбом тижня», а також «Стежками моїх років», де знаменитість обирає дві пісні щодня відповідно до їхнього особливого значення. Щодня о 10:15 звучить пісня про кохання, якій передує присвята, хоча низка пісень у ротації не є романтичними піснями про кохання.
Шоу також включає щоденну вікторину PopMaster. Раніше він включав інші змагання, такі як «Крути, щоб виграти» і «Важко підібрати слова», хоча вони були скасовані в 2007 році після телефонного скандалу. PopMaster повернувся на початку 2008 року, хоча інші конкурси ні.
Серед ведучих були Річард Аллінсон, Саймон Мейо, Алед Джонс, Зої Болл, Майкл Болл, Клаудія Вінклман, Фірн Коттон, Тревор Нельсон, Гері Девіс,  DJ Spoony та Скотт Міллс.
Комік і імпресіоніст Роб Брайдон, який відомий своєю мімікрією під Брюса, замінив його 25 серпня 2008 року, а також у першоквітневу витівку 2011 року, коли Брайдон утілив Брюса.

### PopMaster
PopMaster виходить в ефір шоу Брюса з 16 лютого 1998 року. Після запитань, які ставить музичний експерт Філ Сверн, він пропонує розумну колонку за успішне завершення бонусного раунду "Три з десяти". Якщо слухач невпорається, він отримує набір Bluetooth-навушники (замість попередніх втішних призів Bluetooth-колонки, а до цього MP3-плеєра). Відомо, що на eBay з'явився попередній втішний приз, радіо «Space», що потішило Брюса. Учасник, який програв, отримує футболку з написом «One Year Out» («Один рік позаду») на передній частині (цю фразу Брюс використовує у вікторині, коли учасник, який намагається визначити рік, коли пісня була в чартах, виходить через рік). Цей втішний приз замінив гаманець для компакт-дисків з 27 лютого 2012 року.
Вікторина "ПопМастер", що проводилася за допомогою телефонного зв'язку, була призупинена після ефіру 18 липня 2007 року. Зіркова версія була представлена 20 липня і тривала до 18 січня 2008 року. У зірковій версії не проводився конкурс «Три з десяти» і не було додаткової гри в разі нічиї. Ходили чутки, що представники громадськості зможуть знову зіграти до Різдва 2007 року, але цього не сталося. Після оголошення Брюса 7 січня 2008 року звичайний формат повернувся 21 січня. Гра повернулася з новими драматичними, оркестровими та гітарними джинглами.

### Визначні події
Коли Брюс був у відпустці в серпні 2007 року, його ненадовго замінила Давіна МакКолл. Це викликало понад 150 скарг від слухачів.
Під час свого шоу 21 квітня 2008 року театральний продюсер Білл Кенрайт розповів Брюсу, що Елвіс Преслі одного разу відвідав Лондон у 1958 році, і Томмі Стіл взяв його на екскурсію містом. Вважалося, що Преслі ніколи не відвідував Англію, і це твердження викликало значні суперечки.
У грудні 2008 року команда рибалок-слухачів ненавмисно транслювала шоу на кожне судно та станцію берегової охорони на відстані миль. Не вдалося зв'язатися з судном, тому Брюсу було зроблено запит, який належним чином сказав: «Якщо ви на кораблі біля Малих скель, будь ласка, вимкніть мене».
Незабаром після цього під час дуету з піснею Стіва Райта «Ask Elvis» (він же Мітч Бенн), Брюс записав версію пісні Енді Стюарта " Donald Where's Your Troosers? " для CD Bandaged, щоб зібрати гроші для Children in Need. Це було випущено як завантаження.
У грудні 2008 року Брюс був офіційно введений до Зали слави Радіоакадемії.
Першого квітня 2011 року радіошоу Брюса було представлено коміком Робом Брайдоном, який весь час імітував Брюса. Брайдон взяв інтерв'ю у "сера Террі Вогана " (у ролі Пітера Серафіновича), а сам Брюс з'явився в кінці шоу як «брат Кенн із двома Н».
Через обмеження, запроваджені через Covid-19, з 23 березня 2020 року по 31 травня 2021 року Брюс перебував на самоізоляції та показував своє шоу з дому. Він розповів про віддалену роботу веб-сайту BBC, сказавши: "До нас звертається набагато більше людей, які просять просто привітатися чи згадати про родичів, тому що вони не бачаться з ними так часто, як могли б. Я дуже співчуваю їм, особливо працюючи на дому, тому що є багато людей, яких я не бачу. Особливо працюючи з дому, я співчуваю цьому, тому що є багато людей, яких я не бачу. Ми всі відчуваємо, що ми в цьому разом, тому це дуже зблизило мовника і слухача. Це змусило нас бути трохи більш креативними у тому, що ми включаємо в програму. Ми робимо набагато більше, дякуючи людям, які підтримують роботу наших основних служб, а також даємо людям ідеї, чим можна зайнятися, поки вони на карантині".